# Babo Kabasu
Dominique Babo Kabasu (né le 4 mars 1950 à l'époque au Congo belge et aujourd'hui en République démocratique du Congo) est un joueur de football international congolais (RDC), qui jouait au poste d'attaquant.

## Biographie

### Carrière en club
Il commence sa carrière sportive à Kananga. Sa toute première équipe, était le FC Renaissance. Quelques années après, il est recruter dans l‘armée et rejoignit la ville de Kisangani , et il presta pour le compte de Sukisa (une équipe composée essentiellement des hommes en uniforme). C‘est dans le championnat de la ville de Kisangani que ses prouesses footballistiques ont attiré le feu Général Masiala alors Commandant de cette région militaire. Ce dernier organisa sa venue à Kinshasa pour jouer dans l’AS Bilima, club où le Général était président d’honneur.
En 1975, il remporta, avec l‘Union Sportive Bilombe ex Union le titre de champion de Kinshasa, sans défaite, avec un seul nul et au passage et fût le meilleur buteur, récompensé par le soulier d’or. 
Il finit sa carrière de footballeur au sein du AS Kalamu.

### Carrière en équipe nationale
Avec l'équipe du Zaïre, il joue 3 matchs, pour un but inscrit, entre 1974 et 1976.
Il remporte la Coupe d'Afrique des nations 1974 et est ensuite sélectionné la même année pour participer à la Coupe du monde en Allemagne. 

## Palmarès

### En club
US Bilombe
- AFKIN
  - Vainqueur : 1975[2]

### En sélection
- CAN
  - Vainqueur : 1974[2]